# Velilla de la Sierra
Velilla de la Sierra est une commune espagnole de la province de Soria en Castille-et-León.